# プライム (小惑星)
プライム (7919 Prime) とは、小惑星帯にある小惑星の1つ。仮符号1981 EZ27。
シェルテ・バスによって1981年3月2日に発見された。名前のプライムは、小惑星番号7919番が、1000番目の素数（prime number）であることにちなんでいる。